# Scarpa d'oro 1975
La Scarpa d'oro 1975 è il riconoscimento calcistico che è stato assegnato al miglior marcatore assoluto in Europa tenendo presente le marcature segnate nel rispettivo campionato nazionale nella stagione 1974-1975. Il vincitore del premio è stato Dudu Georgescu del Dinamo Bucarest con 33 reti nella Divizia A 1974-1975.
| Pos | Campionato       | Nome           | Squadra          | Gol |
| --- | ---------------- | -------------- | ---------------- | --- |
| 1   | Divizia A        | Dudu Georgescu | Dinamo Bucarest  | 33  |
| 2   | Eredivisie       | Ruud Geels     | Ajax             | 30  |
| 3   | Division 1       | Delio Onnis    | Monaco           | 30  |
| 3   | Primeira Divisão | Héctor Yazalde | Sporting Lisbona | 30  |